# Tour de France 2007
Le Tour de France 2007 est la 94e édition du Tour de France cycliste. Il s'est déroulé du 7 juillet au 29 juillet 2007. Les coureurs sont partis de Londres, en Angleterre. L'Espagnol Alberto Contador de l'équipe Discovery Channel remporte l'épreuve .

## Parcours
Le parcours du 94e Tour de France est dévoilé le 26 octobre 2006. Long de 3 547 kilomètres et composé de vingt étapes et d’un prologue, le Tour se déroule sur vingt-trois jours (dont deux journées de repos).
Celui-ci part de Londres où il effectue la boucle du prologue, et d’où il part le lendemain pour la première étape en Angleterre. La candidature officielle avait été remise en octobre 2004 par le maire de Londres à Jean-Marie Leblanc (ancien directeur du Tour de France) à l’occasion des fêtes célébrant le centenaire de l'Entente cordiale entre la France et le Royaume-Uni (la « Grande Boucle » s’était déjà élancée d’une île en 1998 à l’occasion du départ de Dublin en Irlande, ou y a déjà fait étape comme à Noirmoutier).
À la suite du premier départ en France à Dunkerque, la course passe ensuite par la Belgique avec l'arrivée de la deuxième étape à Gand, avant de repartir le lendemain de la ville flamande de Waregem et retourner en France, en passant par la ville wallonne de Tournai. Lors de la 16e étape, il fait aussi une brève incursion en Espagne (Communauté forale de Navarre) pour franchir trois cols successifs pyrénéens entre Port de Larrau et le Col de la Pierre Saint-Martin à la frontière franco-espagnole.
Enfin les deux dernières étapes (27 et 28 juillet) arrivent à Angoulême (avec le contre-la-montre Cognac-Angoulême le 28), avant la traditionnelle dernière étape des « Champs » (qui part de Marcoussis).
Le Tour comprend trois arrivées en altitude, onze étapes de plaine et six étapes de montagne, ainsi que trois contre-la-montre individuels (y compris le prologue) ; il n'y a aucun contre-la-montre par équipe dans cette édition.
Enfin douze nouvelles villes deviennent des villes étapes pour leur première fois : Londres et Canterbury en Angleterre ; Waregem en Belgique ; Villers-Cotterêts, Joigny, Chablis, Semur-en-Auxois, Tignes, Tallard, Mazamet, Cognac et Marcoussis. Phénomène rare également, trois villes-étapes sont dans le même département, le Tarn (81, avec Albi, Castres et Mazamet).

## Participation
Le 19 juin 2007, le directeur du Tour de France, Christian Prudhomme, annonce que tout coureur n'ayant pas signé avant le 7 juillet la charte antidopage établie par l'Union cycliste internationale et présentée le même jour à Genève, ne pourrait pas prendre part au Tour. Cette charte n'a toutefois pas de valeur juridique.

### Équipes sélectionnées
| ProTeams (19)- Caisse d'Épargne - T-Mobile - CSC - Predictor-Lotto - Rabobank - AG2R Prévoyance - Euskaltel-Euskadi - Lampre-Fondital - Gerolsteiner - Crédit agricole - Discovery Channel - Bouygues Telecom - Cofidis-Le Crédit par Téléphone - Liquigas - La Française des jeux - Quick Step-Innergetic - Team Milram - Astana - Saunier Duval-Prodir Équipes continentales professionnelles (2)- Agritubel - Barloworld |
| |

## Déroulement de la course

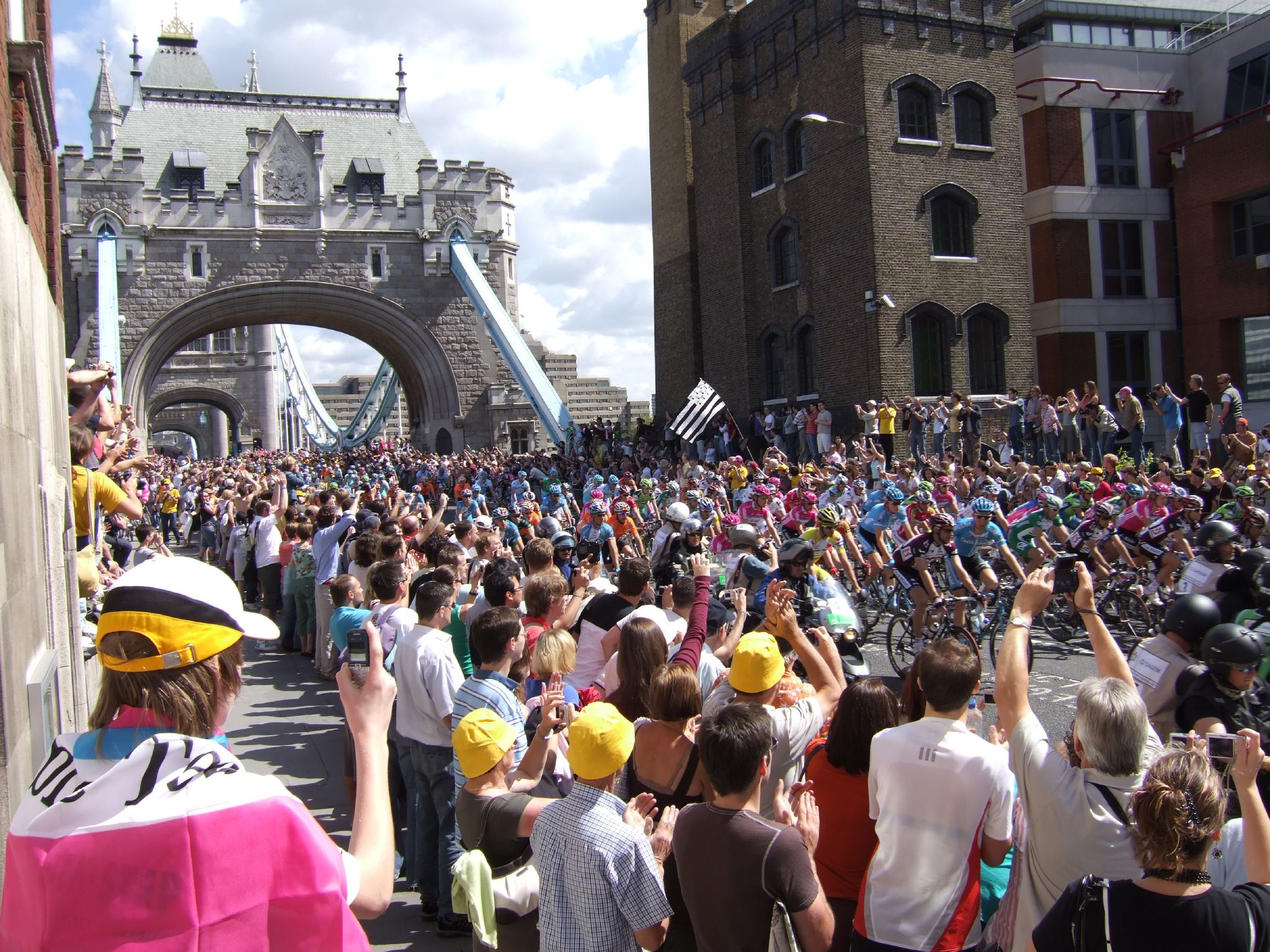
Au départ de Londres

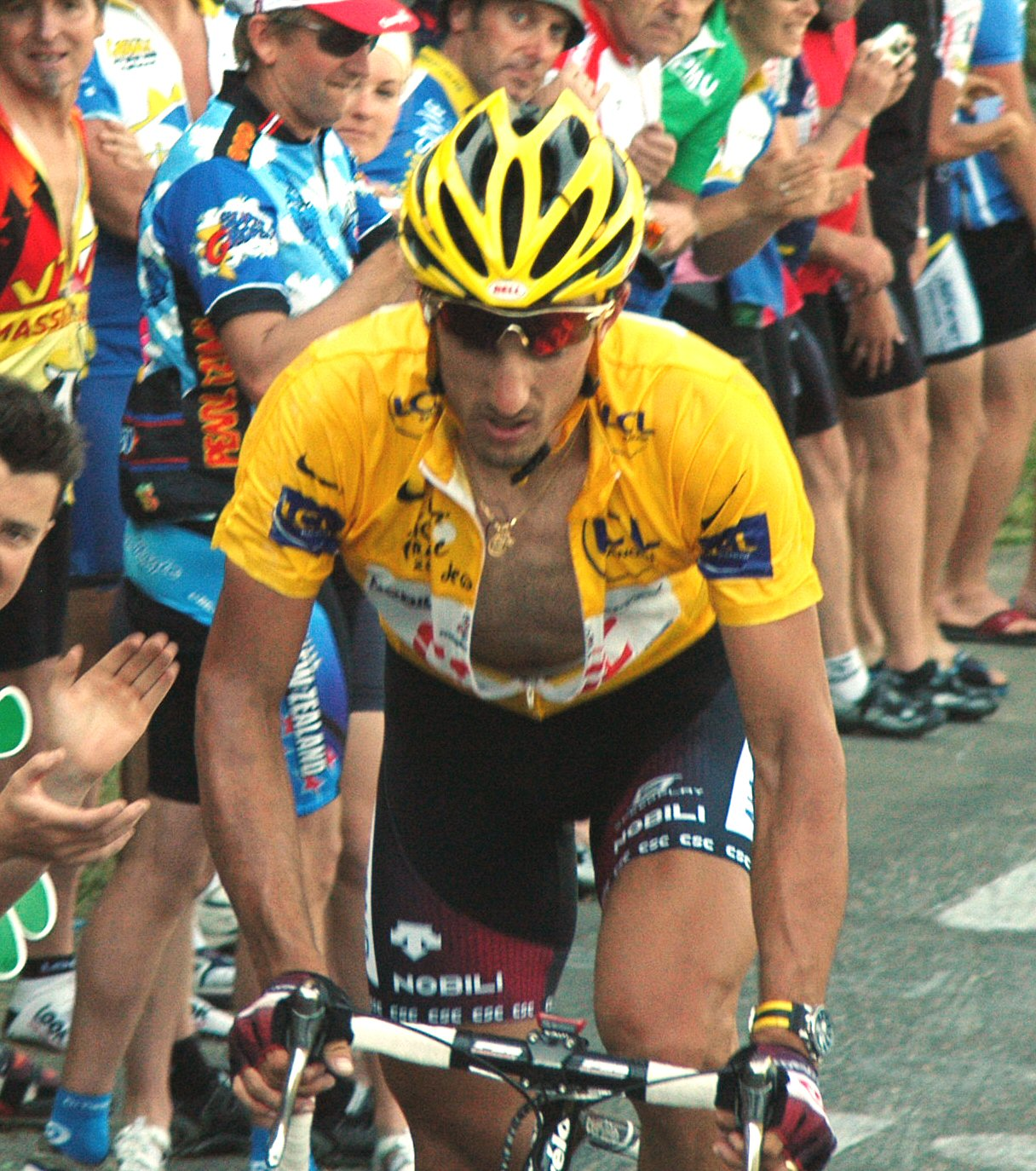
Cancellara, premier maillot jaune du tour 2007

Le principal animateur de la première semaine de course est Fabian Cancellara, tout d'abord vainqueur du prologue londonien, puis de la troisième étape en s'échappant à la flamme rouge et en devançant les sprinteurs. Seul fait déterminant pour le classement général, la chute des leaders de la formation Astana – Alexandre Vinokourov et Andreas Klöden – lors de la cinquième étape.
Le premier changement de maillot jaune survient lors de la première étape de montagne, où Linus Gerdemann l'emporte après une longue échappée. Le lendemain, c'est encore l'équipe T-Mobile qui lance l'un des outsiders du tour, Michael Rogers en tout début d'étape. Aucune équipe ne réagit, mais il chute dans la descente du Cormet de Roselend. C'est finalement Michael Rasmussen, revenu sur le groupe de tête en cours d'étape, qui l'emporte et s'empare du maillot jaune et du maillot à pois.
Du côté des favoris, c'est Christophe Moreau qui porte les premières attaques, distançant Vinokourov, Klöden, Leipheimer, Menchov ou encore Sastre. Mais le groupe de tête qui comprend, outre Moreau, Valverde, Evans, Mayo, Schleck, Kashechkin et Contador ne coopère pas, et ne profite pas de la baisse de forme de Vinokourov en ne le reléguant qu'à une minute, tandis que Michael Rasmussen remporte l'étape avec une avance confortable. Vinokourov perd de nouveau trois minutes le lendemain, dans une étape qui ne verra pas de gros écarts se creuser entre les favoris. C'est le jeune Colombien Mauricio Soler qui remporte l'étape.
Après une étape de transition vers Marseille qui verra la victoire de Cédric Vasseur, les hostilités reprennent dès la onzième étape vers Montpellier, l'équipe Astana tentant de piéger des favoris en procédant à une bordure. À l'arrivée, seul Christophe Moreau, sixième au général, perdra plus de trois minutes lors de cette étape. L'équipe Astana confirme son renouveau lors du premier contre-la-montre du tour, en plaçant Vinokourov, Klöden et Kashechkin dans les quatre premiers. Cadel Evans se classe deuxième, mais ne parvient pas à reprendre le maillot jaune à Rasmussen, qui contre toute attente termine le chrono en onzième position, doublant même Valverde, parti trois minutes avant lui.
La première étape pyrénéenne entre Mazamet et le plateau de Beille est marquée par les défaillances de Christophe Moreau et d'Alexandre Vinokourov. Elle assoit la domination de Michael Rasmussen que seul Alberto Contador peut suivre dans l'ascension vers le plateau de Beille. La victoire d'étape revient à Contador. La seconde étape des Pyrénées entre Foix et Loudenvielle - Le Louron marque le retour en forme d'Alexandre Vinokourov qui remporte l'étape en solitaire, suivi en deuxième position par un étonnant Kim Kirchen. Michael Rasmussen conserve le maillot jaune en terminant à la 11e position juste derrière Alberto Contador, son dauphin au classement général.
Lors de la deuxième journée de repos, le mardi 24 juillet, l'équipe Astana se retire de la course à la suite du contrôle positif de son leader Alexandre Vinokourov.
Michael Rasmussen remporte la 16e étape, et dernière étape de montagne entre Orthez et Gourette - Col d'Aubisque, il conforte ainsi sa 1re place au classement général. Le même jour, l'Italien Cristian Moreni de l'équipe Cofidis est annoncé comme positif à la testostérone exogène. Son équipe se retira de la course par la suite.
Après sa victoire dans la 16e étape, Michael Rasmussen est limogé par son équipe, la Rabobank, pour s'être soustrait à des contrôles antidopage avant le départ du Tour de France et avoir menti sur son emploi du temps,,. En conséquence, il ne prend pas le départ de la 17e étape.
Le quotidien L'Équipe révèlera plus tard que des traces d'EPO exogène de type "Dynepo" ont été trouvées dans les urines de Rasmussen, confirmant les doutes sur le caractère naturel de son écrasante supériorité.
Au soir de la 17e étape, c'est donc Alberto Contador qui endosse le maillot jaune, qu'il conservera jusqu'à Paris. Il réussit à garder une courte avance de 23 secondes sur Cadel Evans et de 31 secondes sur son coéquipier Levi Leipheimer à l'issue du dernier contre-la-montre. Ce podium est le plus serré de l'Histoire du Tour, les trois premiers se tenant en 31 secondes. En 2012, Leipheimer est déclassé après ses aveux de dopage, sa place sur le podium et sa victoire d'étape ne sont pas réattribuées.

## Affaires de dopage et controverses
- Après l'annonce du contrôle positif de l'Allemand Patrik Sinkewitz[8] les chaînes publiques allemandes ZDF et ARD annoncent, le 18 juillet, qu'elles suspendent leur diffusion du Tour jusqu’à nouvel ordre[9]. Le lendemain la chaîne satellitaire Sat.1 assure la diffusion pour le pays.

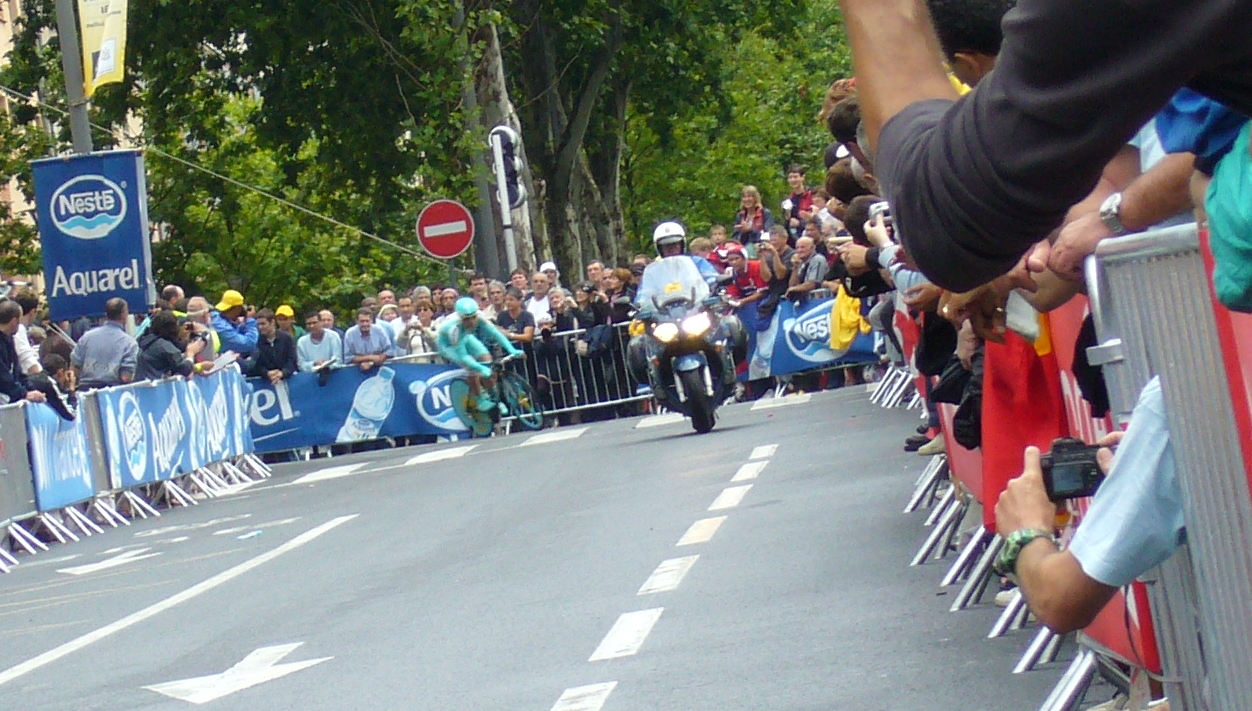
Vinokourov à moins de 2 km de sa victoire à Albi. Elle lui sera retirée pour dopage.

- L'Union cycliste internationale (UCI) n'a pu contrôler Michael Rasmussen (contrôle antidopage) les 8 mai et 28 juin 2007, celui-ci n'ayant pas précisé ses lieux d'entraînement, contrairement à ce que stipule le règlement. Michael Rasmussen a reçu le 29 juin, un avertissement de l'UCI ayant pour motif le défaut de localisation pour ces deux contrôles. Le jeudi 19 juillet 2007, au soir, il a été exclu officiellement, de l'équipe nationale par Jesper Worre, le président de l'Union cycliste danoise (DCU), il ne peut donc pas participer aux championnats du monde de cyclisme à Stuttgart en septembre 2007, ni aux Jeux olympiques de Pékin en 2008.
- Le Kazakh Alexandre Vinokourov[10], 33 ans, leader de l'équipe Astana, a été contrôlé positif aux transfusions homologues samedi 21 juillet à l'issue du contre-la-montre individuel du Tour de France qu'il a remporté à Albi. Le prélèvement sanguin opéré à l'arrivée a démontré, après analyse au sein du laboratoire de Châtenay-Malabry, la présence de deux populations distinctes de globules rouges dans l'échantillon A, ce qui, en clair, signifie que Vinokourov a eu recours à une transfusion homologue très peu de temps avant l'étape, en utilisant le sang d'un donneur compatible (groupe sanguin et rhésus). À la suite du contrôle positif, la formation Astana[11] dont il était le leader a accepté de quitter le Tour, mardi 24 juillet lors de la journée de repos.
- À la suite du contrôle positif à la testostérone de Cristian Moreni[12] sur la 11e étape, son équipe Cofidis[13] se retire du Tour de France, le 24 juillet.
- L'équipe Rabobank demande à son coureur Michael Rasmussen de se retirer de l'épreuve avant la 17e étape après avoir appris qu'il avait menti sur sa préparation au Mexique. L'ancien maillot jaune du Tour aurait en fait été en Italie au mois de juin, ce mensonge laisserait donc présager d'un possible dopage dit « de préparation », c'est-à-dire une prise intensive de stupéfiants avant une compétition, afin de débuter l'épreuve avec une condition physique de synthèse. Ce faux planning et les contrôles inopinés de l'UCI ont donc entraîné, au soir du 25 juillet, son limogeage par la formation néerlandaise.
- À la suite de toutes ces affaires, la crise qui couvait entre l'Union cycliste internationale et Amaury Sport Organisation, société organisatrice du Tour de France, est maintenant ouverte.[réf. nécessaire]
- Lundi 30 juillet, les journaux espagnols[14] annoncent que le coureur espagnol Iban Mayo a été contrôlé positif à l'EPO durant la journée de repos du 24 juillet. Cette annonce est ensuite confirmée[15] à l'encontre de celui qui a terminé à la 16e place du Tour.
- Le 28 septembre, le quotidien L'Équipe révèle que des traces d'EPO exogène de type « Dynepo » ont été trouvées dans les urines de Michael Rasmussen[6].
- Ce n'est qu'en janvier 2013 que Rasmussen reconnaîtra avoir fait usage de substances dopantes de 1998 à 2010[16].
- En 2012, Levi Leipheimer fait partie des anciens coureurs de l'US Postal/Discovery Channel témoignant devant l'USADA des pratiques de dopage au sein de cette équipe. Il avoue s'être dopé entre 1999 et 2007. L'USADA le suspend pour six mois à compter du 1er septembre 2012 et lui retire les résultats sportifs obtenus du 1er juin 1999 au 30 juillet 2006, et du 7 au 29 juillet 2007[7],[17]. Il perd le bénéfice de sa victoire d'étape et de son podium sur ce Tour.

## Étapes
| Étape,    | Date            | Villes étapes                       |                             | Distance (km)         | Vainqueur d’étape     | Leader du classement général |
| --------- | --------------- | ----------------------------------- | --------------------------- | --------------------- | --------------------- | ---------------------------- |
| Prologue  | sam. 7 juillet  | Londres (GBR) – Londres (GBR)       | Contre-la-montre individuel | 7,9                   | Fabian Cancellara     | Fabian Cancellara            |
| 1re étape | dim. 8 juillet  | Londres (GBR) – Canterbury (GBR)    | Étape de plaine             | 203                   | Robbie McEwen         | Fabian Cancellara            |
| 2e étape  | lun. 9 juillet  | Dunkerque – Gand (BEL)              | Étape de plaine             | 167                   | Gert Steegmans        | Fabian Cancellara            |
| 3e étape  | mar. 10 juillet | Waregem (BEL) – Compiègne           | Étape de plaine             | 236                   | Fabian Cancellara     | Fabian Cancellara            |
| 4e étape  | mer. 11 juillet | Villers-Cotterêts – Joigny          | Étape de plaine             | 190                   | Thor Hushovd          | Fabian Cancellara            |
| 5e étape  | jeu. 12 juillet | Chablis – Autun                     | Étape accidentée            | 184                   | Filippo Pozzato       | Fabian Cancellara            |
| 6e étape  | ven. 13 juillet | Semur-en-Auxois – Bourg-en-Bresse   | Étape de plaine             | 200                   | Tom Boonen            | Fabian Cancellara            |
| 7e étape  | sam. 14 juillet | Bourg-en-Bresse – Le Grand-Bornand  | Étape de montagne           | 197                   | Linus Gerdemann       | Linus Gerdemann              |
| 8e étape  | dim. 15 juillet | Le Grand-Bornand – Tignes           | Étape de montagne           | 165                   | Michael Rasmussen     | Michael Rasmussen            |
|           | lun. 16 juillet | Tignes                              | Jour de repos               | Journée de repos no 1 | Journée de repos no 1 | Journée de repos no 1        |
| 9e étape  | mar. 17 juillet | Val d'Isère – Briançon              | Étape de montagne           | 159,5                 | Mauricio Soler        | Michael Rasmussen            |
| 10e étape | mer. 18 juillet | Tallard – Marseille                 | Étape de plaine             | 229,5                 | Cédric Vasseur        | Michael Rasmussen            |
| 11e étape | jeu. 19 juillet | Marseille – Montpellier             | Étape de plaine             | 180                   | Robert Hunter         | Michael Rasmussen            |
| 12e étape | ven. 20 juillet | Montpellier – Castres               | Étape accidentée            | 179                   | Tom Boonen            | Michael Rasmussen            |
| 13e étape | sam. 21 juillet | Albi – Albi                         | Contre-la-montre individuel | 54                    | Cadel Evans           | Michael Rasmussen            |
| 14e étape | dim. 22 juillet | Mazamet – Plateau de Beille         | Étape de montagne           | 197                   | Alberto Contador      | Michael Rasmussen            |
| 15e étape | lun. 23 juillet | Foix – Loudenvielle - Le Louron     | Étape de montagne           | 196                   | Kim Kirchen           | Michael Rasmussen            |
|           | mar. 24 juillet | Pau                                 | Jour de repos               | Journée de repos no 2 | Journée de repos no 2 | Journée de repos no 2        |
| 16e étape | mer. 25 juillet | Orthez – Gourette - Aubisque        | Étape de montagne           | 218,5                 | Michael Rasmussen     | Michael Rasmussen            |
| 17e étape | jeu. 26 juillet | Pau – Castelsarrasin                | Étape accidentée            | 188,5                 | Daniele Bennati       | Alberto Contador             |
| 18e étape | ven. 27 juillet | Cahors – Angoulême                  | Étape de plaine             | 211                   | Sandy Casar           | Alberto Contador             |
| 19e étape | sam. 28 juillet | Cognac – Angoulême                  | Contre-la-montre individuel | 55,5                  | Levi Leipheimer       | Alberto Contador             |
| 20e étape | dim. 29 juillet | Marcoussis – Paris - Champs-Élysées | Étape de plaine             | 146                   | Daniele Bennati       | Alberto Contador             |

## Classements

### Classement général final
Durant le Tour, Iban Mayo est contrôlé positif. Après deux contre-expertises et un recours au Tribunal arbitral du sport, la sanction à l’encontre d’Iban Mayo (initialement classé 16e à 27 min 9 s) est confirmée en aout 2008 et Mayo déclassé de sa 16e place. Le règlement de l’UCI en vigueur du 1er janvier 2005 au 31 août 2013 réattribue normalement les vingt premières places au général en cas de déclassement et laisse, à partir de la 21e place, autant de places vacantes que de coureurs initialement dans les vingt premiers et par la suite déclassés : ainsi du Luxembourgeois Fränk Schleck (initialement 17e) à l’Espagnol Juan Manuel Gárate (initialement 21e), chaque coureur aurait dû gagner une place au général.
Le 22 octobre 2012, Levi Leipheimer (initialement 3e à 31 s) est déclassé par l’UCI pour dopage. Ses résultats entre les 1er juin 1999 et le 30 juillet 2006 et entre les 7 et 29 juillet 2007 sont annulés. Quatre jours plus tard, le 26 octobre 2012, l’UCI annonce qu’à titre exceptionnel les dernières annulations de résultats jusqu’en 2005, contrairement au règlement alors en vigueur, n’entraîneront pas de reclassement des coureurs qui suivent au classement. Ainsi pour 2007, édition postérieure à la période courant jusqu’en 2005, l’annulation de la 3e place aurait dû entraîner le reclassement de tous les coureurs suivants de sorte à remplir les vingt premières places et l’Espagnol Carlos Sastre (initialement 4e) à l’Espagnol Iván Gutiérrez (initialement 22e) de se voir reclassés de manière à occuper les vingt premières places.
Le 6 janvier 2016, Michael Boogerd perd ses résultats acquis de 2005 à 2007. Initialement 12e (ou 11e après le reclassement ci-dessus, à 21 min 15 s), la place qu’il occupait reste vacante conformément au nouveau règlement en vigueur depuis le 1er septembre 2013 qui, à l’exception du podium, ne prévoit plus de reclassement si le déclassement touche un coureur classé quatrième ou au-delà.
Néanmoins, si certaines publications ont appliqué partiellement ces reclassements, la documentation en ligne du Tour de France sur letour.fr a laissé vacante la troisième place et Boogerd et Mayo classés à leurs 12e et 16e places.
| Classement général | Classement général            | Classement général | Classement général       | Classement général         |
|                    | Coureur                       | Pays               | Équipe                   | Temps                      |
| ------------------ | ----------------------------- | ------------------ | ------------------------ | -------------------------- |
| 1er                | Alberto Contador              | Espagne            | Discovery Channel        | en 91 h 0 min 26 s         |
| 2e                 | Cadel Evans                   | Australie          | Predictor-Lotto          | + 23 s                     |
| 3e                 | Levi Leipheimer Place vacante | États-Unis —       | Discovery Channel —      | + 31 s                     |
| 4e                 | Carlos Sastre                 | Espagne            | CSC                      | + 7 min 8 s                |
| 5e                 | Haimar Zubeldia               | Espagne            | Euskaltel-Euskadi        | + 8 min 17 s               |
| 6e                 | Alejandro Valverde            | Espagne            | Caisse d'Épargne         | + 11 min 37 s              |
| 7e                 | Kim Kirchen                   | Luxembourg         | T-Mobile                 | + 12 min 18 s              |
| 8e                 | Yaroslav Popovych             | Ukraine            | Discovery Channel        | + 12 min 25 s              |
| 9e                 | Mikel Astarloza               | Espagne            | Euskaltel-Euskadi        | + 14 min 14 s              |
| 10e                | Óscar Pereiro Sío             | Espagne            | Caisse d'Épargne         | + 14 min 25 s              |
| 11e                | Mauricio Soler                | Colombie           | Barloworld               | + 16 min 51 s              |
| 12e                | Michael Boogerd               | Pays-Bas           | Rabobank                 | + 21 min 15 s              |
| 13e                | David Arroyo                  | Espagne            | Caisse d'Épargne         | + 24 min 49 s              |
| 14e                | Vladimir Karpets              | Russie             | Caisse d'Épargne         | + 24 min 15 s              |
| 15e                | Chris Horner                  | États-Unis         | Predictor-Lotto          | + 25 min 19 s              |
| 16e                | Iban Mayo Fränk Schleck       | Espagne Luxembourg | Saunier Duval-Prodir CSC | + 27 min 9 s + 31 min 48 s |
| 17e                | Manuel Beltrán                | Espagne            | Liquigas                 | + 34 min 14 s              |
| 18e                | Tadej Valjavec                | Slovénie           | Lampre-Fontidal          | + 37 min 8 s               |
| 19e                | Juan José Cobo                | Espagne            | Saunier Duval-Prodir     | + 37 min 14 s              |
| 20e                | Juan Manuel Gárate            | Espagne            | Quick Step-Innergetic    | + 38 min 16 s              |
| 21e                | Place vacante                 | —                  | —                        |                            |
| 22e                | José Iván Gutiérrez           | Espagne            | Caisse d'Épargne         | + 45 min 42 s              |
| 23e                | Amets Txurruka                | Espagne            | Euskaltel-Euskadi        | + 49 min 34 s              |
| 24e                | George Hincapie               | États-Unis         | Discovery Channel        | + 54 min 50 s              |
| 25e                | Christian Vande Velde         | États-Unis         | CSC                      | + 55 min 50 s              |
| modifier           |                               |                    |                          |                            |

### Classements annexes finals
| Classement par points | Classement par points | Classement par points | Classement par points | Classement par points |
| --------------------- | --------------------- | --------------------- | --------------------- | --------------------- |
|                       | Coureur               | Pays                  | Équipe                | Point(s)              |
| 1er                   | Tom Boonen            | Belgique              | Quick Step-Innergetic | 256 points            |
| 2e                    | Robert Hunter         | Afrique du Sud        | Barloworld            | 234 pts               |
| 3e                    | Erik Zabel            | Allemagne             | Milram                | 232 pts               |
| 4e                    | Thor Hushovd          | Norvège               | Crédit Agricole       | 186 pts               |
| 5e                    | Sébastien Chavanel    | France                | La Française des Jeux | 181 pts               |
| 6e                    | Daniele Bennati       | Italie                | Lampre-Fondital       | 160 pts               |
| 7e                    | Robert Förster        | Allemagne             | Gerolsteiner          | 140 pts               |
| 8e                    | Fabian Cancellara     | Suisse                | CSC                   | 112 pts               |
| 9e                    | Cadel Evans           | Australie             | Predictor-Lotto       | 109 pts               |
| 10e                   | Alberto Contador      | Espagne               | Discovery Channel     | 88 pts                |
| modifier              |                       |                       |                       |                       |

| Classement du meilleur grimpeur | Classement du meilleur grimpeur | Classement du meilleur grimpeur | Classement du meilleur grimpeur | Classement du meilleur grimpeur |
| ------------------------------- | ------------------------------- | ------------------------------- | ------------------------------- | ------------------------------- |
|                                 | Coureur                         | Pays                            | Équipe                          | Point(s)                        |
| 1er                             | Mauricio Soler                  | Colombie                        | Barloworld                      | 206 points                      |
| 2e                              | Alberto Contador                | Espagne                         | Discovery Channel               | 128 pts                         |
| 3e                              | Yaroslav Popovych               | Ukraine                         | Discovery Channel               | 105 pts                         |
| 4e                              | Cadel Evans                     | Australie                       | Predictor-Lotto                 | 92 pts                          |
| 5e                              | Laurent Lefevre                 | France                          | Bouygues Telecom                | 85 pts                          |
| 6e                              | Juan Manuel Gárate              | Espagne                         | Quick Step-Innergetic           | 77 pts                          |
| 7e                              | Carlos Sastre                   | Espagne                         | CSC                             | 74 pts                          |
| 8e                              | Juan José Cobo                  | Espagne                         | Saunier Duval-Prodir            | 68 pts                          |
| 9e                              | Levi Leipheimer Place vacante   | États-Unis —                    | Discovery Channel —             |                                 |
| 10e                             | Haimar Zubeldia                 | Espagne                         | Euskaltel-Euskadi               | 64 pts                          |
| modifier                        |                                 |                                 |                                 |                                 |

| Classement général du meilleur jeune | Classement général du meilleur jeune | Classement général du meilleur jeune | Classement général du meilleur jeune | Classement général du meilleur jeune |
|                                      | Coureur                              | Pays                                 | Équipe                               | Temps                                |
| ------------------------------------ | ------------------------------------ | ------------------------------------ | ------------------------------------ | ------------------------------------ |
| 1er                                  | Alberto Contador                     | Espagne                              | Discovery Chanel                     | en 91 h 0 min 26 s                   |
| 2e                                   | Mauricio Soler                       | Colombie                             | Barloworld                           | + 16 min 51 s                        |
| 3e                                   | Amets Txurruka                       | Espagne                              | Euskaltel-Euskadi                    | + 49 min 34 s                        |
| 4e                                   | Bernhard Kohl                        | Autriche                             | Gerolsteiner                         | + 1 h 13 min 27 s                    |
| 5e                                   | Kanstantsin Sivtsov                  | Biélorussie                          | Barloworld                           | + 1 h 15 min 16 s                    |
| 6e                                   | Thomas Dekker                        | Pays-Bas                             | Rabobank                             | + 1 h 30 min 34 s                    |
| 7e                                   | Linus Gerdemann                      | Allemagne                            | T-Mobile                             | + 1 h 30 min 47 s                    |
| 8e                                   | Vladimir Gusev                       | Russie                               | Discovery Channel                    | + 1 h 33 min 50 s                    |
| 9e                                   | Thomas Lövkvist                      | Suède                                | La Française des Jeux                | + 2 h 22 min 50 s                    |
| 10e                                  | Andriy Grivko                        | Ukraine                              | Milram                               | + 2 h 41 min 41 s                    |
| modifier                             |                                      |                                      |                                      |                                      |

| Classement par équipes | Classement par équipes | Classement par équipes | Classement par équipes |
|                        | Équipe                 | Pays                   | Temps                  |
| ---------------------- | ---------------------- | ---------------------- | ---------------------- |
| 1re                    | Discovery Channel      | États-Unis             | en 273 h 12 min 52 s   |
| 2e                     | Caisse d’Épargne       | Espagne                | + 19 min 36 s          |
| 3e                     | CSC                    | Danemark               | + 22 min 10 s          |
| 4e                     | Rabobank               | Pays-Bas               | + 36 min 24 s          |
| 5e                     | Euskaltel-Euskadi      | Espagne                | + 46 min 46 s          |
| 6e                     | Saunier Duval-Prodir   | Espagne                | + 1 h 44 min 33 s      |
| 7e                     | Predictor-Lotto        | Belgique               | + 1 h 50 min 21 s      |
| 8e                     | Lampre-Fondital        | Italie                 | + 2 h 19 min 41 s      |
| 9e                     | Crédit Agricole        | France                 | + 2 h 25 min 44 s      |
| 10e                    | AG2R Prévoyance        | France                 | + 2 h 26 min 8 s       |
| modifier               |                        |                        |                        |

#### Prix de la combativité
- Amets Txurruka  (Euskaltel-Euskadi)[28]

### Évolution des classements
| Étape              | Vainqueur          | Classement général | Classement par points | Classement de la montagne | Classement du meilleur jeune | Classement par équipes | Prix de la combativité |
| ------------------ | ------------------ | ------------------ | --------------------- | ------------------------- | ---------------------------- | ---------------------- | ---------------------- |
| P                  | Fabian Cancellara  | Fabian Cancellara  | Fabian Cancellara     | Non décerné               | Vladimir Gusev               | Astana                 | Non décerné            |
| 1                  | Robbie McEwen      | Fabian Cancellara  | Robbie McEwen         | David Millar              | Vladimir Gusev               | Astana                 | Stéphane Augé          |
| 2                  | Gert Steegmans     | Fabian Cancellara  | Tom Boonen            | David Millar              | Vladimir Gusev               | Astana                 | Marcel Sieberg         |
| 3                  | Fabian Cancellara  | Fabian Cancellara  | Tom Boonen            | Stéphane Augé             | Vladimir Gusev               | Astana                 | Matthieu Ladagnous     |
| 4                  | Thor Hushovd       | Fabian Cancellara  | Tom Boonen            | Stéphane Augé             | Vladimir Gusev               | Astana                 | Matthieu Sprick        |
| 5                  | Filippo Pozzato    | Fabian Cancellara  | Erik Zabel            | Sylvain Chavanel          | Vladimir Gusev               | CSC                    | Sylvain Chavanel       |
| 6                  | Tom Boonen         | Fabian Cancellara  | Tom Boonen            | Sylvain Chavanel          | Vladimir Gusev               | CSC                    | Bradley Wiggins        |
| 7                  | Linus Gerdemann    | Linus Gerdemann    | Tom Boonen            | Sylvain Chavanel          | Linus Gerdemann              | T-Mobile               | Linus Gerdemann        |
| 8                  | Michael Rasmussen  | Michael Rasmussen  | Tom Boonen            | Michael Rasmussen         | Linus Gerdemann              | Rabobank               | Michael Rasmussen      |
| 9                  | Mauricio Soler     | Michael Rasmussen  | Tom Boonen            | Michael Rasmussen         | Alberto Contador             | Caisse d’Épargne       | Yaroslav Popovych      |
| 10                 | Cédric Vasseur     | Michael Rasmussen  | Tom Boonen            | Michael Rasmussen         | Alberto Contador             | CSC                    | Patrice Halgand        |
| 11                 | Robert Hunter      | Michael Rasmussen  | Tom Boonen            | Michael Rasmussen         | Alberto Contador             | CSC                    | Benoît Vaugrenard      |
| 12                 | Tom Boonen         | Michael Rasmussen  | Tom Boonen            | Michael Rasmussen         | Alberto Contador             | CSC                    | Amets Txurruka         |
| 13                 | Cadel Evans        | Michael Rasmussen  | Tom Boonen            | Michael Rasmussen         | Alberto Contador             | Astana                 | Non décerné            |
| 14                 | Alberto Contador   | Michael Rasmussen  | Tom Boonen            | Michael Rasmussen         | Alberto Contador             | Discovery Channel      | Antonio Colom          |
| 15                 | Kim Kirchen        | Michael Rasmussen  | Tom Boonen            | Michael Rasmussen         | Alberto Contador             | Astana                 | Alexandre Vinokourov   |
| 16                 | Michael Rasmussen  | Michael Rasmussen  | Tom Boonen            | Mauricio Soler            | Alberto Contador             | Discovery Channel      | Mauricio Soler         |
| 17                 | Daniele Bennati    | Alberto Contador   | Tom Boonen            | Mauricio Soler            | Alberto Contador             | Discovery Channel      | Jens Voigt             |
| 18                 | Sandy Casar        | Alberto Contador   | Tom Boonen            | Mauricio Soler            | Alberto Contador             | Discovery Channel      | Sandy Casar            |
| 19                 | Levi Leipheimer    | Alberto Contador   | Tom Boonen            | Mauricio Soler            | Alberto Contador             | Discovery Channel      | Non décerné            |
| 20                 | Daniele Bennati    | Alberto Contador   | Tom Boonen            | Mauricio Soler            | Alberto Contador             | Discovery Channel      | Freddy Bichot          |
| Classements finals | Classements finals | Alberto Contador   | Tom Boonen            | Mauricio Soler            | Alberto Contador             | Discovery Channel      | Amets Txurruka         |

1. ↑  Bien que remportée par Alexandre Vinokourov, la victoire d'étape a été attribuée en avril 2008 à Cadel Evans en raison du contrôle antidopage positif dont a fait l'objet Vinokourov durant ce Tour.
2. 1 2  Bien que remportée par Alexandre Vinokourov, la victoire d'étape a été attribuée en avril 2008 à Kim Kirchen en raison du contrôle antidopage positif dont a fait l'objet Vinokourov durant ce Tour.

## Points UCI
Le Tour de France 2007 a rapporté un certain nombre de points UCI à une partie des coureurs du peloton. Ne sont concernés par ces points que les membres d'une équipe UCI Pro Tour. Les équipes invitées (Barloworld et Agritubel) n'entrent donc pas dans ce classement. Le vainqueur d'étape empoche 10 points, 5 pour le 2e et 3 pour le 3e. Le vainqueur final du Tour glane 100 points, le deuxième en obtient 75, le troisième 60, le quatrième 55 et ainsi de suite jusqu'à la 12e place en retranchant 5 points à chaque fois, le 13e obtient 12 points, le 14e 10 points et ainsi de suite jusqu'à la 20e place en retranchant 2 points à chaque fois.
| Rang | Coureur              | Équipe                         | Points |
| ---- | -------------------- | ------------------------------ | ------ |
| 1    | Alberto Contador     | Discovery Channel              | 113    |
| 2    | Cadel Evans          | Predictor-Lotto                | 88     |
| 3    | Levi Leipheimer      | Discovery Channel              | 75     |
| 4    | Carlos Sastre        | CSC                            | 55     |
| 5    | Alejandro Valverde   | Caisse d'Épargne-Illes Balears | 53     |
| 5    | Haimar Zubeldia      | Euskaltel-Euskadi              | 53     |
| 7    | Kim Kirchen          | T-Mobile                       | 45     |
| 8    | Yaroslav Popovych    | Discovery Channel              | 35     |
| 9    | Mikel Astarloza      | Euskaltel-Euskadi              | 30     |
| 10   | Tom Boonen           | Quick Step-Innergetic          | 28     |
| 11   | Fabian Cancellara    | CSC                            | 25     |
| 11   | Óscar Pereiro        | Caisse d'Épargne-Illes Balears | 25     |
| 11   | Michael Rasmussen    | Rabobank                       | 25     |
| 14   | Daniele Bennati      | Lampre-Fondital                | 23     |
| 15   | Thor Hushovd         | Crédit agricole                | 20     |
| 15   | Alexandre Vinokourov | Astana                         | 20     |
| 17   | Erik Zabel           | Milram                         | 16     |
| 18   | Sandy Casar          | La Française des jeux          | 15     |
| 18   | Michael Boogerd      | Rabobank                       | 15     |
| 20   | Óscar Freire         | Rabobank                       | 13     |
| 20   | Vladimir Karpets     | Caisse d'Épargne-Illes Balears | 13     |
| 20   | Filippo Pozzato      | Liquigas                       | 13     |
| 23   | David Arroyo         | Caisse d'Épargne-Illes Balears | 12     |
| 24   | Iban Mayo            | Saunier Duval-Prodir           | 11     |
| 25   | Linus Gerdemann      | T-Mobile                       | 10     |
| 25   | Robbie McEwen        | Predictor-Lotto                | 10     |
| 25   | Gert Steegmans       | Quick Step-Innergetic          | 10     |
| 25   | Cédric Vasseur       | Quick Step-Innergetic          | 10     |
| 29   | Christopher Horner   | Predictor-Lotto                | 8      |
| 29   | Andreas Klöden       | Astana                         | 8      |
| 31   | Markus Fothen        | Gerolsteiner                   | 5      |
| 31   | Íñigo Landaluze      | Euskaltel-Euskadi              | 5      |
| 31   | Axel Merckx          | T-Mobile                       | 5      |
| 31   | Fränk Schleck        | CSC                            | 5      |
| 35   | Manuel Beltrán       | Liquigas                       | 4      |
| 36   | Michael Albasini     | Liquigas                       | 3      |
| 36   | Martin Elmiger       | AG2R Prévoyance                | 3      |
| 36   | Murilo Fischer       | Liquigas                       | 3      |
| 36   | David de la Fuente   | Saunier Duval-Prodir           | 3      |
| 36   | George Hincapie      | Discovery Channel              | 3      |
| 36   | Laurent Lefèvre      | AG2R Prévoyance                | 3      |
| 36   | Danilo Napolitano    | Lampre-Fondital                | 3      |
| 36   | Tadej Valjavec       | Lampre-Fondital                | 3      |
| 44   | Juan José Cobo       | Saunier Duval-Prodir           | 2      |

## Liste des coureurs
Le numéro 1 n'est pas attribué (ni les numéros 2 à 9). En effet, le vainqueur de l'édition précédente Floyd Landis et son équipe de l'époque Phonak, qui n'existe plus aujourd'hui, ne participent pas à cette édition.
| Légende                             | Légende                                                                                         | Légende                                | Légende                                                                                                  |
| ----------------------------------- | ----------------------------------------------------------------------------------------------- | -------------------------------------- | --- |
| Num                                 | Dossard de départ porté par le coureur sur ce Tour de France                                    | Pos                                    | Position finale au classement général                                                                    |
| Leader du classement général        | Indique le vainqueur du classement général                                                      | Leader du classement par points        | Indique le vainqueur du classement par points                                                            |
| Leader du classement de la montagne | Indique le vainqueur du classement de la montagne                                               | Leader du classement du meilleur jeune | Indique le vainqueur du classement du meilleur jeune                                                     |
| Meilleure équipe                    | Indique la meilleure équipe                                                                     | Super combatif                         | Indique le super combatif                                                                                |
|                                     | Indique un maillot de champion national ou mondial, suivi de sa spécialité                      | NP                                     | Indique un coureur qui n'a pas pris le départ d'une étape, suivi du numéro de l'étape où il s'est retiré |
| AB                                  | Indique un coureur qui n'a pas terminé une étape, suivi du numéro de l'étape où il s'est retiré | HD                                     | Indique un coureur qui a terminé une étape hors des délais, suivi du numéro de l'étape                   |
| EX                                  | Coureur exclu pour non-respect du règlement, suivi du numéro de l'étape                         | *                                      | Indique un coureur en lice pour le classement du meilleur jeune (coureurs nés après le 1er janvier 1982) |

| Caisse d'Épargne GCE | Caisse d'Épargne GCE             | Caisse d'Épargne GCE |
| -------------------- | -------------------------------- | -------------------- |
| Num                  | Coureur                          | Pos                  |
| 11                   | Óscar Pereiro (ESP)              | 10e                  |
| 12                   | David Arroyo (ESP)               | 13e                  |
| 13                   | José Vicente García Acosta (ESP) | 91e                  |
| 14                   | José Iván Gutiérrez (ESP)        | 22e                  |
| 15                   | Vladimir Karpets (RUS)           | 14e                  |
| 16                   | Luis León Sánchez (ESP)          | 72e                  |
| 17                   | Nicolas Portal (FRA)             | 57e                  |
| 18                   | Alejandro Valverde (ESP)         | 6e                   |
| 19                   | Xabier Zandio (ESP)              | AB-4                 |

| T-Mobile TMO | T-Mobile TMO           | T-Mobile TMO |
| ------------ | ---------------------- | ------------ |
| Num          | Coureur                | Pos          |
| 21           | Michael Rogers (AUS)   | AB-8         |
| 22           | Marcus Burghardt (GER) | 127e         |
| 23           | Mark Cavendish (GBR)   | AB-8         |
| 24           | Bernhard Eisel (AUT)   | 121e         |
| 25           | Linus Gerdemann (GER)  | 36e          |
| 26           | Bert Grabsch (GER)     | 105e         |
| 27           | Kim Kirchen (LUX)      | 7e           |
| 28           | Axel Merckx (BEL)      | 62e          |
| 29           | Patrik Sinkewitz (GER) | NP-9         |

| CSC | CSC                         | CSC   |
| --- | --------------------------- | ----- |
| Num | Coureur                     | Pos   |
| 31  | Carlos Sastre (ESP)         | 4e    |
| 32  | Kurt Asle Arvesen (NOR)     | 67e   |
| 33  | Fabian Cancellara (SUI)     | 100e  |
| 34  | Íñigo Cuesta (ESP)          | 51e   |
| 35  | Stuart O'Grady (AUS)        | AB-8  |
| 36  | Fränk Schleck (LUX)         | 17e   |
| 37  | Christian Vande Velde (USA) | 25e   |
| 38  | Jens Voigt (GER)            | 28e   |
| 39  | David Zabriskie (USA)       | DQ-11 |

| Predictor-Lotto PRL | Predictor-Lotto PRL      | Predictor-Lotto PRL |
| ------------------- | ------------------------ | ------------------- |
| Num                 | Coureur                  | Pos                 |
| 41                  | Cadel Evans (AUS)        | 2e                  |
| 42                  | Mario Aerts (BEL)        | 70e                 |
| 43                  | Dario Cioni (ITA)        | 56e                 |
| 44                  | Christopher Horner (USA) | 15e                 |
| 45                  | Leif Hoste (BEL)         | 110e                |
| 46                  | Robbie McEwen (AUS)      | DQ-8                |
| 47                  | Fred Rodriguez (USA)     | AB-15               |
| 48                  | Johan Vansummeren (BEL)  | 63e                 |
| 49                  | Wim Vansevenant (BEL)    | 141e                |

| Rabobank RAB | Rabobank RAB              | Rabobank RAB |
| ------------ | ------------------------- | ------------ |
| Num          | Coureur                   | Pos          |
| 51           | Denis Menchov (RUS)       | AB-17        |
| 52           | Michael Boogerd (NED)     | 12e          |
| 53           | Bram de Groot (NED)       | 134e         |
| 54           | Thomas Dekker (NED)       | 35e          |
| 55           | Juan Antonio Flecha (ESP) | 85e          |
| 56           | Óscar Freire (ESP)        | NP-7         |
| 57           | Grischa Niermann (GER)    | 86e          |
| 58           | Michael Rasmussen (DEN)   | NP-17        |
| 59           | Pieter Weening (NED)      | 128e         |

| AG2R Prévoyance A2R | AG2R Prévoyance A2R     | AG2R Prévoyance A2R |
| ------------------- | ----------------------- | ------------------- |
| Num                 | Coureur                 | Pos                 |
| 61                  | Christophe Moreau (FRA) | 37e                 |
| 62                  | José Luis Arrieta (ESP) | 52e                 |
| 63                  | Sylvain Calzati (FRA)   | AB-11               |
| 64                  | Cyril Dessel (FRA)      | AB-15               |
| 65                  | Martin Elmiger (SUI)    | 74e                 |
| 66                  | John Gadret (FRA)       | 54e                 |
| 67                  | Simon Gerrans (AUS)     | 94e                 |
| 68                  | Stéphane Goubert (FRA)  | 27e                 |
| 69                  | Ludovic Turpin (FRA)    | 44e                 |

| Euskaltel-Euskadi EUS | Euskaltel-Euskadi EUS | Euskaltel-Euskadi EUS |
| --------------------- | --------------------- | --------------------- |
| Num                   | Coureur               | Pos                   |
| 71                    | Haimar Zubeldia (ESP) | 5e                    |
| 72                    | Igor Antón (ESP)      | AB-11                 |
| 73                    | Mikel Astarloza (ESP) | 9e                    |
| 74                    | Jorge Azanza (ESP)    | 82e                   |
| 75                    | Iñaki Isasi (ESP)     | 90e                   |
| 76                    | Íñigo Landaluze (ESP) | 43e                   |
| 77                    | Rubén Pérez (ESP)     | 50e                   |
| 78                    | Amets Txurruka (ESP)  | 23e                   |
| 79                    | Gorka Verdugo (ESP)   | 48e                   |

| Lampre-Fondital LAM | Lampre-Fondital LAM     | Lampre-Fondital LAM |
| ------------------- | ----------------------- | ------------------- |
| Num                 | Coureur                 | Pos                 |
| 81                  | Alessandro Ballan (ITA) | 88e                 |
| 82                  | Daniele Bennati (ITA)   | 75e                 |
| 83                  | Paolo Bossoni (ITA)     | 95e                 |
| 84                  | Marzio Bruseghin (ITA)  | 41e                 |
| 85                  | Claudio Corioni (ITA)   | 126e                |
| 86                  | Danilo Napolitano (ITA) | DQ-8                |
| 87                  | Daniele Righi (ITA)     | 96e                 |
| 88                  | Tadej Valjavec (SLO)    | 19e                 |
| 89                  | Patxi Vila (ESP)        | 29e                 |

| Gerolsteiner GST | Gerolsteiner GST        | Gerolsteiner GST |
| ---------------- | ----------------------- | ---------------- |
| Num              | Coureur                 | Pos              |
| 91               | Stefan Schumacher (GER) | 87e              |
| 92               | Robert Förster (GER)    | 135e             |
| 93               | Markus Fothen (GER)     | 34e              |
| 94               | Heinrich Haussler (GER) | 129e             |
| 95               | Bernhard Kohl (AUT)     | 31e              |
| 96               | Sven Krauss (GER)       | 137e             |
| 97               | Ronny Scholz (GER)      | 81e              |
| 98               | Fabian Wegmann (GER)    | 60e              |
| 99               | Peter Wrolich (AUT)     | 133e             |

| Crédit Agricole C.A | Crédit Agricole C.A       | Crédit Agricole C.A |
| ------------------- | ------------------------- | ------------------- |
| Num                 | Coureur                   | Pos                 |
| 101                 | Thor Hushovd (NOR)        | 139e                |
| 102                 | William Bonnet (FRA)      | 109e                |
| 103                 | Alexandre Botcharov (RUS) | 33e                 |
| 104                 | Anthony Charteau (FRA)    | 136e                |
| 105                 | Julian Dean (NZL)         | 107e                |
| 106                 | Dmitriy Fofonov (KAZ)     | 26e                 |
| 107                 | Patrice Halgand (FRA)     | 30e                 |
| 108                 | Sébastien Hinault (FRA)   | 132e                |
| 109                 | Christophe Le Mével (FRA) | AB-15               |

| Discovery Channel DSC | Discovery Channel DSC   | Discovery Channel DSC |
| --------------------- | ----------------------- | --------------------- |
| Num                   | Coureur                 | Pos                   |
| 111                   | Levi Leipheimer (USA)   | 3e                    |
| 112                   | Alberto Contador (ESP)  | 1er                   |
| 113                   | Vladimir Gusev (RUS)    | 38e                   |
| 114                   | George Hincapie (USA)   | 24e                   |
| 115                   | Egoi Martínez (ESP)     | 61e                   |
| 116                   | Benjamín Noval (ESP)    | 115e                  |
| 117                   | Sérgio Paulinho (POR)   | 65e                   |
| 118                   | Yaroslav Popovych (UKR) | 8e                    |
| 119                   | Tomas Vaitkus (LTU)     | NP-3                  |

| Bouygues Telecom BTL | Bouygues Telecom BTL   | Bouygues Telecom BTL |
| -------------------- | ---------------------- | -------------------- |
| Num                  | Coureur                | Pos                  |
| 121                  | Pierrick Fédrigo (FRA) | 84e                  |
| 122                  | Stef Clement (NED)     | DQ-12                |
| 123                  | Xavier Florencio (ESP) | 46e                  |
| 124                  | Anthony Geslin (FRA)   | 98e                  |
| 125                  | Laurent Lefèvre (FRA)  | 58e                  |
| 126                  | Jérôme Pineau (FRA)    | 68e                  |
| 127                  | Matthieu Sprick (FRA)  | AB-16                |
| 128                  | Johann Tschopp (SUI)   | 93e                  |
| 129                  | Thomas Voeckler (FRA)  | 66e                  |

| Agritubel AGR | Agritubel AGR             | Agritubel AGR |
| ------------- | ------------------------- | ------------- |
| Num           | Coureur                   | Pos           |
| 131           | Juan Miguel Mercado (ESP) | 80e           |
| 132           | Freddy Bichot (FRA)       | 102e          |
| 133           | Moisés Dueñas (ESP)       | 39e           |
| 134           | Romain Feillu (FRA)       | AB-8          |
| 135           | Eduardo Gonzalo (ESP)     | AB-1          |
| 136           | Cédric Hervé (FRA)        | DQ-8          |
| 137           | Nicolas Jalabert (FRA)    | 114e          |
| 138           | Benoît Salmon (FRA)       | 125e          |
| 139           | Nicolas Vogondy (FRA)     | 92e           |

| Cofidis-Le Crédit par Téléphone COF | Cofidis-Le Crédit par Téléphone COF | Cofidis-Le Crédit par Téléphone COF |
| ----------------------------------- | ----------------------------------- | ----------------------------------- |
| Num                                 | Coureur                             | Pos                                 |
| 141                                 | Sylvain Chavanel (FRA)              | NP-17                               |
| 142                                 | Stéphane Augé (FRA)                 | NP-17                               |
| 143                                 | Geoffroy Lequatre (FRA)             | NP-6                                |
| 144                                 | Cristian Moreni (ITA)               | NP-17                               |
| 145                                 | Nick Nuyens (BEL)                   | NP-17                               |
| 146                                 | Iván Parra (COL)                    | AB-8                                |
| 147                                 | Staf Scheirlinckx (BEL)             | NP-17                               |
| 148                                 | Rik Verbrugghe (BEL)                | NP-17                               |
| 149                                 | Bradley Wiggins (GBR)               | NP-17                               |

| Liquigas LIQ | Liquigas LIQ                | Liquigas LIQ |
| ------------ | --------------------------- | ------------ |
| Num          | Coureur                     | Pos          |
| 151          | Filippo Pozzato (ITA)       | NP-15        |
| 152          | Michael Albasini (SUI)      | 59e          |
| 153          | Manuel Beltrán (ESP)        | 18e          |
| 154          | Kjell Carlström (FIN)       | 76e          |
| 155          | Murilo Fischer (BRA)        | 101e         |
| 156          | Aliaksandr Kuschynski (BLR) | 89e          |
| 157          | Manuel Quinziato (ITA)      | 113e         |
| 158          | Charles Wegelius (GBR)      | 45e          |
| 159          | Frederik Willems (BEL)      | 73e          |

| La Française des jeux FDJ | La Française des jeux FDJ | La Française des jeux FDJ |
| ------------------------- | ------------------------- | ------------------------- |
| Num                       | Coureur                   | Pos                       |
| 161                       | Sandy Casar (FRA)         | 71e                       |
| 162                       | Sébastien Chavanel (FRA)  | 130e                      |
| 163                       | Mickaël Delage (FRA)      | 117e                      |
| 164                       | Rémy Di Grégorio (FRA)    | NP-5                      |
| 165                       | Philippe Gilbert (BEL)    | NP-15                     |
| 166                       | Lilian Jégou (FRA)        | 97e                       |
| 167                       | Matthieu Ladagnous (FRA)  | 112e                      |
| 168                       | Thomas Lövkvist (SWE)     | 64e                       |
| 169                       | Benoît Vaugrenard (FRA)   | 83e                       |

| Quick Step-Innergetic QSI | Quick Step-Innergetic QSI | Quick Step-Innergetic QSI |
| ------------------------- | ------------------------- | ------------------------- |
| Num                       | Coureur                   | Pos                       |
| 171                       | Tom Boonen (BEL)          | 119e                      |
| 172                       | Carlos Barredo (ESP)      | 42e                       |
| 173                       | Steven de Jongh (NED)     | 123e                      |
| 174                       | Juan Manuel Gárate (ESP)  | 21e                       |
| 175                       | Sébastien Rosseler (BEL)  | 104e                      |
| 176                       | Gert Steegmans (BEL)      | 138e                      |
| 177                       | Bram Tankink (NED)        | 40e                       |
| 178                       | Matteo Tosatto (ITA)      | 108e                      |
| 179                       | Cédric Vasseur (FRA)      | 55e                       |

| Team Milram MRM | Team Milram MRM             | Team Milram MRM |
| --------------- | --------------------------- | --------------- |
| Num             | Coureur                     | Pos             |
| 181             | Erik Zabel (GER)            | 79e             |
| 182             | Alessandro Cortinovis (ITA) | 122e            |
| 183             | Ralf Grabsch (GER)          | 116e            |
| 184             | Andriy Grivko (UKR)         | 78e             |
| 185             | Christian Knees (GER)       | 47e             |
| 186             | Brett Lancaster (AUS)       | AB-5            |
| 187             | Alberto Ongarato (ITA)      | AB-12           |
| 188             | Enrico Poitschke (GER)      | 131e            |
| 189             | Marcel Sieberg (GER)        | 120e            |

| Astana AST | Astana AST                 | Astana AST |
| ---------- | -------------------------- | ---------- |
| Num        | Coureur                    | Pos        |
| 191        | Alexandre Vinokourov (KAZ) | NP-16      |
| 192        | Antonio Colom (ESP)        | NP-16      |
| 193        | Maxim Iglinskiy (KAZ)      | NP-16      |
| 194        | Sergueï Ivanov (RUS)       | NP-16      |
| 195        | Andrey Kashechkin (KAZ)    | NP-16      |
| 196        | Andreas Klöden (GER)       | NP-16      |
| 197        | Daniel Navarro (ESP)       | NP-16      |
| 198        | Grégory Rast (SUI)         | NP-16      |
| 199        | Paolo Savoldelli (ITA)     | NP-16      |

| Saunier Duval-Prodir SDV | Saunier Duval-Prodir SDV | Saunier Duval-Prodir SDV |
| ------------------------ | ------------------------ | ------------------------ |
| Num                      | Coureur                  | Pos                      |
| 201                      | David Millar (GBR)       | 69e                      |
| 202                      | Iker Camaño (ESP)        | 53e                      |
| 203                      | David Cañada (ESP)       | 103e                     |
| 204                      | Juan José Cobo (ESP)     | 20e                      |
| 205                      | David de la Fuente (ESP) | 49e                      |
| 206                      | Rubén Lobato (ESP)       | NP-7                     |
| 207                      | Iban Mayo (ESP)          | 16e                      |
| 208                      | Christophe Rinero (FRA)  | 77e                      |
| 209                      | Francisco Ventoso (ESP)  | NP-14                    |

| Barloworld BAR | Barloworld BAR             | Barloworld BAR |
| -------------- | -------------------------- | -------------- |
| Num            | Coureur                    | Pos            |
| 211            | Alexander Efimkin (RUS)    | 99e            |
| 212            | Félix Cárdenas (COL)       | 106e           |
| 213            | Giampaolo Cheula (ITA)     | 111e           |
| 214            | Enrico Degano (ITA)        | AB-7           |
| 215            | Geraint Thomas (GBR)       | 140e           |
| 216            | Robert Hunter (RSA)        | 118e           |
| 217            | Paolo Longo Borghini (ITA) | 124e           |
| 218            | Kanstantsin Siutsou (BLR)  | 32e            |
| 219            | Mauricio Soler (COL)       | 11e            |

| Caisse d'Épargne GCE | Caisse d'Épargne GCE             | Caisse d'Épargne GCE |
| -------------------- | -------------------------------- | -------------------- |
| Num                  | Coureur                          | Pos                  |
| 11                   | Óscar Pereiro (ESP)              | 10e                  |
| 12                   | David Arroyo (ESP)               | 13e                  |
| 13                   | José Vicente García Acosta (ESP) | 91e                  |
| 14                   | José Iván Gutiérrez (ESP)        | 22e                  |
| 15                   | Vladimir Karpets (RUS)           | 14e                  |
| 16                   | Luis León Sánchez (ESP)          | 72e                  |
| 17                   | Nicolas Portal (FRA)             | 57e                  |
| 18                   | Alejandro Valverde (ESP)         | 6e                   |
| 19                   | Xabier Zandio (ESP)              | AB-4                 |

| T-Mobile TMO | T-Mobile TMO           | T-Mobile TMO |
| ------------ | ---------------------- | ------------ |
| Num          | Coureur                | Pos          |
| 21           | Michael Rogers (AUS)   | AB-8         |
| 22           | Marcus Burghardt (GER) | 127e         |
| 23           | Mark Cavendish (GBR)   | AB-8         |
| 24           | Bernhard Eisel (AUT)   | 121e         |
| 25           | Linus Gerdemann (GER)  | 36e          |
| 26           | Bert Grabsch (GER)     | 105e         |
| 27           | Kim Kirchen (LUX)      | 7e           |
| 28           | Axel Merckx (BEL)      | 62e          |
| 29           | Patrik Sinkewitz (GER) | NP-9         |

| CSC | CSC                         | CSC   |
| --- | --------------------------- | ----- |
| Num | Coureur                     | Pos   |
| 31  | Carlos Sastre (ESP)         | 4e    |
| 32  | Kurt Asle Arvesen (NOR)     | 67e   |
| 33  | Fabian Cancellara (SUI)     | 100e  |
| 34  | Íñigo Cuesta (ESP)          | 51e   |
| 35  | Stuart O'Grady (AUS)        | AB-8  |
| 36  | Fränk Schleck (LUX)         | 17e   |
| 37  | Christian Vande Velde (USA) | 25e   |
| 38  | Jens Voigt (GER)            | 28e   |
| 39  | David Zabriskie (USA)       | DQ-11 |

| Predictor-Lotto PRL | Predictor-Lotto PRL      | Predictor-Lotto PRL |
| ------------------- | ------------------------ | ------------------- |
| Num                 | Coureur                  | Pos                 |
| 41                  | Cadel Evans (AUS)        | 2e                  |
| 42                  | Mario Aerts (BEL)        | 70e                 |
| 43                  | Dario Cioni (ITA)        | 56e                 |
| 44                  | Christopher Horner (USA) | 15e                 |
| 45                  | Leif Hoste (BEL)         | 110e                |
| 46                  | Robbie McEwen (AUS)      | DQ-8                |
| 47                  | Fred Rodriguez (USA)     | AB-15               |
| 48                  | Johan Vansummeren (BEL)  | 63e                 |
| 49                  | Wim Vansevenant (BEL)    | 141e                |

| Rabobank RAB | Rabobank RAB              | Rabobank RAB |
| ------------ | ------------------------- | ------------ |
| Num          | Coureur                   | Pos          |
| 51           | Denis Menchov (RUS)       | AB-17        |
| 52           | Michael Boogerd (NED)     | 12e          |
| 53           | Bram de Groot (NED)       | 134e         |
| 54           | Thomas Dekker (NED)       | 35e          |
| 55           | Juan Antonio Flecha (ESP) | 85e          |
| 56           | Óscar Freire (ESP)        | NP-7         |
| 57           | Grischa Niermann (GER)    | 86e          |
| 58           | Michael Rasmussen (DEN)   | NP-17        |
| 59           | Pieter Weening (NED)      | 128e         |

| AG2R Prévoyance A2R | AG2R Prévoyance A2R     | AG2R Prévoyance A2R |
| ------------------- | ----------------------- | ------------------- |
| Num                 | Coureur                 | Pos                 |
| 61                  | Christophe Moreau (FRA) | 37e                 |
| 62                  | José Luis Arrieta (ESP) | 52e                 |
| 63                  | Sylvain Calzati (FRA)   | AB-11               |
| 64                  | Cyril Dessel (FRA)      | AB-15               |
| 65                  | Martin Elmiger (SUI)    | 74e                 |
| 66                  | John Gadret (FRA)       | 54e                 |
| 67                  | Simon Gerrans (AUS)     | 94e                 |
| 68                  | Stéphane Goubert (FRA)  | 27e                 |
| 69                  | Ludovic Turpin (FRA)    | 44e                 |

| Euskaltel-Euskadi EUS | Euskaltel-Euskadi EUS | Euskaltel-Euskadi EUS |
| --------------------- | --------------------- | --------------------- |
| Num                   | Coureur               | Pos                   |
| 71                    | Haimar Zubeldia (ESP) | 5e                    |
| 72                    | Igor Antón (ESP)      | AB-11                 |
| 73                    | Mikel Astarloza (ESP) | 9e                    |
| 74                    | Jorge Azanza (ESP)    | 82e                   |
| 75                    | Iñaki Isasi (ESP)     | 90e                   |
| 76                    | Íñigo Landaluze (ESP) | 43e                   |
| 77                    | Rubén Pérez (ESP)     | 50e                   |
| 78                    | Amets Txurruka (ESP)  | 23e                   |
| 79                    | Gorka Verdugo (ESP)   | 48e                   |

| Lampre-Fondital LAM | Lampre-Fondital LAM     | Lampre-Fondital LAM |
| ------------------- | ----------------------- | ------------------- |
| Num                 | Coureur                 | Pos                 |
| 81                  | Alessandro Ballan (ITA) | 88e                 |
| 82                  | Daniele Bennati (ITA)   | 75e                 |
| 83                  | Paolo Bossoni (ITA)     | 95e                 |
| 84                  | Marzio Bruseghin (ITA)  | 41e                 |
| 85                  | Claudio Corioni (ITA)   | 126e                |
| 86                  | Danilo Napolitano (ITA) | DQ-8                |
| 87                  | Daniele Righi (ITA)     | 96e                 |
| 88                  | Tadej Valjavec (SLO)    | 19e                 |
| 89                  | Patxi Vila (ESP)        | 29e                 |

| Gerolsteiner GST | Gerolsteiner GST        | Gerolsteiner GST |
| ---------------- | ----------------------- | ---------------- |
| Num              | Coureur                 | Pos              |
| 91               | Stefan Schumacher (GER) | 87e              |
| 92               | Robert Förster (GER)    | 135e             |
| 93               | Markus Fothen (GER)     | 34e              |
| 94               | Heinrich Haussler (GER) | 129e             |
| 95               | Bernhard Kohl (AUT)     | 31e              |
| 96               | Sven Krauss (GER)       | 137e             |
| 97               | Ronny Scholz (GER)      | 81e              |
| 98               | Fabian Wegmann (GER)    | 60e              |
| 99               | Peter Wrolich (AUT)     | 133e             |

| Crédit Agricole C.A | Crédit Agricole C.A       | Crédit Agricole C.A |
| ------------------- | ------------------------- | ------------------- |
| Num                 | Coureur                   | Pos                 |
| 101                 | Thor Hushovd (NOR)        | 139e                |
| 102                 | William Bonnet (FRA)      | 109e                |
| 103                 | Alexandre Botcharov (RUS) | 33e                 |
| 104                 | Anthony Charteau (FRA)    | 136e                |
| 105                 | Julian Dean (NZL)         | 107e                |
| 106                 | Dmitriy Fofonov (KAZ)     | 26e                 |
| 107                 | Patrice Halgand (FRA)     | 30e                 |
| 108                 | Sébastien Hinault (FRA)   | 132e                |
| 109                 | Christophe Le Mével (FRA) | AB-15               |

| Discovery Channel DSC | Discovery Channel DSC   | Discovery Channel DSC |
| --------------------- | ----------------------- | --------------------- |
| Num                   | Coureur                 | Pos                   |
| 111                   | Levi Leipheimer (USA)   | 3e                    |
| 112                   | Alberto Contador (ESP)  | 1er                   |
| 113                   | Vladimir Gusev (RUS)    | 38e                   |
| 114                   | George Hincapie (USA)   | 24e                   |
| 115                   | Egoi Martínez (ESP)     | 61e                   |
| 116                   | Benjamín Noval (ESP)    | 115e                  |
| 117                   | Sérgio Paulinho (POR)   | 65e                   |
| 118                   | Yaroslav Popovych (UKR) | 8e                    |
| 119                   | Tomas Vaitkus (LTU)     | NP-3                  |

| Bouygues Telecom BTL | Bouygues Telecom BTL   | Bouygues Telecom BTL |
| -------------------- | ---------------------- | -------------------- |
| Num                  | Coureur                | Pos                  |
| 121                  | Pierrick Fédrigo (FRA) | 84e                  |
| 122                  | Stef Clement (NED)     | DQ-12                |
| 123                  | Xavier Florencio (ESP) | 46e                  |
| 124                  | Anthony Geslin (FRA)   | 98e                  |
| 125                  | Laurent Lefèvre (FRA)  | 58e                  |
| 126                  | Jérôme Pineau (FRA)    | 68e                  |
| 127                  | Matthieu Sprick (FRA)  | AB-16                |
| 128                  | Johann Tschopp (SUI)   | 93e                  |
| 129                  | Thomas Voeckler (FRA)  | 66e                  |

| Agritubel AGR | Agritubel AGR             | Agritubel AGR |
| ------------- | ------------------------- | ------------- |
| Num           | Coureur                   | Pos           |
| 131           | Juan Miguel Mercado (ESP) | 80e           |
| 132           | Freddy Bichot (FRA)       | 102e          |
| 133           | Moisés Dueñas (ESP)       | 39e           |
| 134           | Romain Feillu (FRA)       | AB-8          |
| 135           | Eduardo Gonzalo (ESP)     | AB-1          |
| 136           | Cédric Hervé (FRA)        | DQ-8          |
| 137           | Nicolas Jalabert (FRA)    | 114e          |
| 138           | Benoît Salmon (FRA)       | 125e          |
| 139           | Nicolas Vogondy (FRA)     | 92e           |

| Cofidis-Le Crédit par Téléphone COF | Cofidis-Le Crédit par Téléphone COF | Cofidis-Le Crédit par Téléphone COF |
| ----------------------------------- | ----------------------------------- | ----------------------------------- |
| Num                                 | Coureur                             | Pos                                 |
| 141                                 | Sylvain Chavanel (FRA)              | NP-17                               |
| 142                                 | Stéphane Augé (FRA)                 | NP-17                               |
| 143                                 | Geoffroy Lequatre (FRA)             | NP-6                                |
| 144                                 | Cristian Moreni (ITA)               | NP-17                               |
| 145                                 | Nick Nuyens (BEL)                   | NP-17                               |
| 146                                 | Iván Parra (COL)                    | AB-8                                |
| 147                                 | Staf Scheirlinckx (BEL)             | NP-17                               |
| 148                                 | Rik Verbrugghe (BEL)                | NP-17                               |
| 149                                 | Bradley Wiggins (GBR)               | NP-17                               |

| Liquigas LIQ | Liquigas LIQ                | Liquigas LIQ |
| ------------ | --------------------------- | ------------ |
| Num          | Coureur                     | Pos          |
| 151          | Filippo Pozzato (ITA)       | NP-15        |
| 152          | Michael Albasini (SUI)      | 59e          |
| 153          | Manuel Beltrán (ESP)        | 18e          |
| 154          | Kjell Carlström (FIN)       | 76e          |
| 155          | Murilo Fischer (BRA)        | 101e         |
| 156          | Aliaksandr Kuschynski (BLR) | 89e          |
| 157          | Manuel Quinziato (ITA)      | 113e         |
| 158          | Charles Wegelius (GBR)      | 45e          |
| 159          | Frederik Willems (BEL)      | 73e          |

| La Française des jeux FDJ | La Française des jeux FDJ | La Française des jeux FDJ |
| ------------------------- | ------------------------- | ------------------------- |
| Num                       | Coureur                   | Pos                       |
| 161                       | Sandy Casar (FRA)         | 71e                       |
| 162                       | Sébastien Chavanel (FRA)  | 130e                      |
| 163                       | Mickaël Delage (FRA)      | 117e                      |
| 164                       | Rémy Di Grégorio (FRA)    | NP-5                      |
| 165                       | Philippe Gilbert (BEL)    | NP-15                     |
| 166                       | Lilian Jégou (FRA)        | 97e                       |
| 167                       | Matthieu Ladagnous (FRA)  | 112e                      |
| 168                       | Thomas Lövkvist (SWE)     | 64e                       |
| 169                       | Benoît Vaugrenard (FRA)   | 83e                       |

| Quick Step-Innergetic QSI | Quick Step-Innergetic QSI | Quick Step-Innergetic QSI |
| ------------------------- | ------------------------- | ------------------------- |
| Num                       | Coureur                   | Pos                       |
| 171                       | Tom Boonen (BEL)          | 119e                      |
| 172                       | Carlos Barredo (ESP)      | 42e                       |
| 173                       | Steven de Jongh (NED)     | 123e                      |
| 174                       | Juan Manuel Gárate (ESP)  | 21e                       |
| 175                       | Sébastien Rosseler (BEL)  | 104e                      |
| 176                       | Gert Steegmans (BEL)      | 138e                      |
| 177                       | Bram Tankink (NED)        | 40e                       |
| 178                       | Matteo Tosatto (ITA)      | 108e                      |
| 179                       | Cédric Vasseur (FRA)      | 55e                       |

| Team Milram MRM | Team Milram MRM             | Team Milram MRM |
| --------------- | --------------------------- | --------------- |
| Num             | Coureur                     | Pos             |
| 181             | Erik Zabel (GER)            | 79e             |
| 182             | Alessandro Cortinovis (ITA) | 122e            |
| 183             | Ralf Grabsch (GER)          | 116e            |
| 184             | Andriy Grivko (UKR)         | 78e             |
| 185             | Christian Knees (GER)       | 47e             |
| 186             | Brett Lancaster (AUS)       | AB-5            |
| 187             | Alberto Ongarato (ITA)      | AB-12           |
| 188             | Enrico Poitschke (GER)      | 131e            |
| 189             | Marcel Sieberg (GER)        | 120e            |

| Astana AST | Astana AST                 | Astana AST |
| ---------- | -------------------------- | ---------- |
| Num        | Coureur                    | Pos        |
| 191        | Alexandre Vinokourov (KAZ) | NP-16      |
| 192        | Antonio Colom (ESP)        | NP-16      |
| 193        | Maxim Iglinskiy (KAZ)      | NP-16      |
| 194        | Sergueï Ivanov (RUS)       | NP-16      |
| 195        | Andrey Kashechkin (KAZ)    | NP-16      |
| 196        | Andreas Klöden (GER)       | NP-16      |
| 197        | Daniel Navarro (ESP)       | NP-16      |
| 198        | Grégory Rast (SUI)         | NP-16      |
| 199        | Paolo Savoldelli (ITA)     | NP-16      |

| Saunier Duval-Prodir SDV | Saunier Duval-Prodir SDV | Saunier Duval-Prodir SDV |
| ------------------------ | ------------------------ | ------------------------ |
| Num                      | Coureur                  | Pos                      |
| 201                      | David Millar (GBR)       | 69e                      |
| 202                      | Iker Camaño (ESP)        | 53e                      |
| 203                      | David Cañada (ESP)       | 103e                     |
| 204                      | Juan José Cobo (ESP)     | 20e                      |
| 205                      | David de la Fuente (ESP) | 49e                      |
| 206                      | Rubén Lobato (ESP)       | NP-7                     |
| 207                      | Iban Mayo (ESP)          | 16e                      |
| 208                      | Christophe Rinero (FRA)  | 77e                      |
| 209                      | Francisco Ventoso (ESP)  | NP-14                    |

| Barloworld BAR | Barloworld BAR             | Barloworld BAR |
| -------------- | -------------------------- | -------------- |
| Num            | Coureur                    | Pos            |
| 211            | Alexander Efimkin (RUS)    | 99e            |
| 212            | Félix Cárdenas (COL)       | 106e           |
| 213            | Giampaolo Cheula (ITA)     | 111e           |
| 214            | Enrico Degano (ITA)        | AB-7           |
| 215            | Geraint Thomas (GBR)       | 140e           |
| 216            | Robert Hunter (RSA)        | 118e           |
| 217            | Paolo Longo Borghini (ITA) | 124e           |
| 218            | Kanstantsin Siutsou (BLR)  | 32e            |
| 219            | Mauricio Soler (COL)       | 11e            |

## L'autre tour
En raison des polémiques sur le dopage entourant le cyclisme depuis de nombreuses années, Guillaume Prébois a effectué le tour de France 2007 « à l'eau claire » en parcourant chaque étape la veille de l'étape officielle. Il est accompagné de Fabio Biasiolo, suivi et contrôlé par un médecin chaque jour. Tout ceci pour montrer qu'il est tout à fait possible, pour une personne suffisamment entraînée, de réaliser le Tour de France avec une moyenne proche de 30 km/h (inférieure d'environ 10 km/h par rapport à la course officielle) sans avoir recours à des pratiques illicites. Il faut préciser que ce tour a été fait en respectant les usages de la route (intersections, circulation automobile, feux rouges, etc.), contrairement au peloton professionnel pour qui la circulation est bloquée. Le fait de rouler en peloton fait également augmenter la moyenne. Cependant, cet autre Tour a pu s'effectuer à un rythme régulier, contrairement à la course dont le rythme varie de manière importante du fait des attaques.